# Historical Biology
Historical Biology est une revue scientifique de paléobiologie à comité de lecture. Elle a été créée en 1988 et est publiée par Taylor & Francis. La revue est éditée par Mark T. Young.

## Résumé et indexation
La revue est résumée et indexée dans les bases de données suivantes,.
- Academic Search Premier
- AGORA (en)
- Biosis Previews (en)
- CIRC
- EMBASE
- GEOBASE
- OARE
- Science Citation Index
- Scopus

Selon les Journal Citation Reports, la revue a un facteur d'impact de 1,4 en 2023.